# 劇場版ポケットモンスター 水の都の護神 ラティアスとラティオス・ピカピカ星空キャンプ ミュージックコレクション
『2002年劇場版ポケットモンスター ミュージックコレクション』は、『劇場版ポケットモンスター 水の都の護神 ラティアスとラティオス・ピカピカ星空キャンプ』のサウンドトラック。2002年8月1日にメディアファクトリーから発売された。

## 概要
- 『劇場版ポケットモンスター 水の都の護神 ラティアスとラティオス・ピカピカ星空キャンプ』のサウンドトラック。
- CDジャケットには、ラティアスとラティオスが描かれている。

## 収録曲
1. 短編映画「ピカピカ星空キャンプ」タイトルテーマ
2. あの丘を目指して（映画バージョン）
歌：ボケモン5（雨上がり決死隊・山田花子・DonDokoDon）
作詞：ピカピカプロジェクト / 作曲・編曲：たなかひろかず
3. 汽車ポッポ
4. 再会
5. ウソッキーのテーマ
6. ウォータースライダーは楽しいな！
7. ヨマワル登場！
8. バルビートちゃん登場
9. 歌だ！！レッツゴー！！
10. これでひと安心だニャー！！
11. ポケッターリ モンスターリ
歌：可名（かな）
作詞：戸田昭吾 / 作曲・編曲：たなかひろかず
12. 劇場版ポケットモンスター2002タイトルテーマ
13. 伝説（アルトマーレ）
14. ザンナー＆リオンのテーマ
15. めざせポケモンマスター2002（映画EDIT）
歌：松本梨香 / アコーディオン：coba
作詞：戸田昭吾 / 作曲：たなかひろかず / 編曲：coba
16. ロケット団のテーマ
17. 謎の少女（迷宮）
18. 危機
19. 謎の少女、再び（迷宮）
20. 秘密の庭（ラティアス＆ラティオスのテーマ）
21. SECRET GARDEN
歌：MADOKA
作詞：Natsumi Watanabe / 作曲・編曲：宮崎慎二
22. ラティオスの元へ
23. 出撃！
24. 危機が去る
25. カノン
26. ひとりぼっちじゃない（映画バージョン）
歌：宮沢和史 / アコーディオン：coba
作詞：宮沢和史 / 作曲・編曲：coba